# Bustul lui Emil Racoviță din București
Bustul lui Emil Racoviță este opera sculptorului român Boris Caragea (1906 - 1982)
Emil Racoviță (15 noiembrie 1868, Iași – 17 noiembrie 1947, Cluj) a fost un savant, explorator, speolog și biolog român, considerat fondatorul biospeologiei (studiul faunei din subteran - peșteri și pânze freatice de apă). A fost ales academician în 1920 și a fost președinte al Academiei Române în perioada 1926 - 1929.
Lucrarea este înscrisă în Lista monumentelor istorice 2010 - Municipiul București - la nr. crt. 2335, cod LMI B-III-m-B-20017.
Monumentul este situat pe strada Mihail Moxa nr. 9, sector 1.